# Gilgian Gelzer
Gilgian Gelzer (* 18. Februar 1951 in Bern) ist ein Schweizer Maler, Zeichner, Fotograf und Kunstpädagoge, der seit 1970 in Paris lebt. Sein Werk umfasst Malerei, Zeichnungen, Lithografie, Fotografie und Bühnenbild.

## Leben und Werk
Gilgian Gelzer wuchs in einer Diplomatenfamilie auf und verbrachte seine Jugend in Bern, Bukarest, Berlin, Caracas und New York. Dort kam er als Jugendlicher mit dem Abstrakten Expressionismus, der Pop Art und dem Minimalismus in Berührung.
Gelzer studierte von 1970 bis 1974 an der École nationale supérieure des beaux-arts de Paris (ENSBA) und unterrichtete von 1987 bis 2009 Malen und Zeichnen an der ENSBA.
Seine Ausstellungstätigkeit konzentrierte sich seit den frühen 1980er-jahren vor allem auf Paris, wo er ab 1994 von der Galerie Bernard Jordan und ab 2012 von der Galerie Jean Fournier vertreten wurde. In der Schweiz vertrat ihn ab 2009 die Galerie Bernard Jordan in Zürich sowie ab 2010 der Kunstraum Kreuzlingen.
Weitere Einzelausstellungen fanden auch in Museen statt, so 1994 im Musée des Beaux-Arts Mulhouse, 2001 in der Artothèque Caen, 2004 im FRAC Auvergne Clermont-Ferrand sowie 2006 im Ludwig Museum in Koblenz.
Für Gelzer ist die Zeichnung ein eigenständiges Medium. Zitate von Gelzer: „jede einzelne Zeichnung ist ein Versuch über ihr Machen, über Beziehung, Formfindung, Reaktion.“ Und: „ich bin die Linie/ich folge der Linie.“ So schuf er ab den 2000er-jahren vermehrt zeichnerische Werke. Ab 2004 benutzte er auch Farbstifte. Seine Werke sind in verschiedenen Sammlungen vertreten.
Das Kunstmuseum Solothurn widmete 2017 als erstes Schweizer Museum Gelzer eine Einzelausstellung mit Werken aus den letzten zehn Jahren. Neben den viel beachteten Zeichnungen wurde auch eine Auswahl kleinformatiger Fotografien gezeigt.